# Niklas Pyyhtiä
Niklas Anton Juhana Pyyhtiä (Turku, 25 settembre 2003) è un calciatore finlandese, centrocampista del Modena in prestito dal Bologna.

## Carriera

### Club
Nel gennaio 2021 passa a titolo definitivo al Bologna. Esordisce in Serie A, oltre che con i felsinei, il 17 gennaio 2022 nella sfida casalinga con il Napoli (0-2). In due stagioni è impiegato nella rosa della formazione Primavera, venendo schierato occasionalmente in prima squadra, disputando sette gare complessive, tutte da subentrato. 
Dopo aver disputato da titolare la prima gara con i felsinei sei giorni prima in Coppa Italia contro il Cesena, il 17 agosto 2023 viene ceduto in prestito alla Ternana. Due giorni dopo esordisce subito in Serie B nella sconfitta interna contro la Sampdoria, subentrando nel secondo tempo a Filippo Damian. Il 27 febbraio 2024 segna la sua prima rete con i rossoverdi nel successo per 3-2 in casa del Palermo. 
Dopo essere ritornato a Bologna, e non aver collezionato alcuna presenza nei felsinei, viene ceduto il 7 gennaio 2025 in prestito al Südtirol. Cinque giorni dopo, all'esordio con gli altoatesini va subito a segno nel pareggio per 1-1 contro il Catanzaro.  Con gli altoatesini gioca con continuità, disputando tutti i 18 gli incontri fino alla fine del campionato, e segnando 4 reti. 
Il 16 luglio 2025 viene ceduto in prestito al Modena.  

### Nazionale
Ha giocato nelle giovanili finlandesi dall'Under-17 all'Under-21.

## Statistiche

### Presenze e reti nei club
Statistiche aggiornate al 30 giugno 2025.
| Stagione         | Squadra          | Campionato       | Campionato | Campionato | Coppe nazionali | Coppe nazionali | Coppe nazionali | Coppe europee | Coppe europee | Coppe europee | Altre coppe | Altre coppe | Altre coppe | Totale | Totale |
| Stagione         | Squadra          | Comp             | Pres       | Reti       | Comp            | Pres            | Reti            | Comp          | Pres          | Reti          | Comp        | Pres        | Reti        | Pres   | Reti   |
| ---------------- | ---------------- | ---------------- | ---------- | ---------- | --------------- | --------------- | --------------- | ------------- | ------------- | ------------- | ----------- | ----------- | ----------- | ------ | ------ |
| 2019             | TPS              | YKK              | 1          | 0          | CF              | -               | -               | -             | -             | -             | -           | -           | -           | 1      | 0      |
| 2020             | TPS              | VL               | 16+2       | 1+0        | CF              | 1               | 0               | -             | -             | -             | -           | -           | -           | 19     | 1      |
| Turun Palloseura | Turun Palloseura | Turun Palloseura | 17+2       | 1          |                 | 1               | 0               |               | -             | -             |             | -           | -           | 20     | 1      |
| 2021             | Honka            | VL               | 17         | 2          | CF              | 5               | 2               | -             | -             | -             | -           | -           | -           | 22     | 4      |
| lug.-ago. 2021   | Honka            | VL               | -          | -          | CF              | -               | -               | UECL          | 4             | 0             | -           | -           | -           | 4      | 0      |
| Totale Honka     | Totale Honka     | Totale Honka     | 17         | 2          |                 | 5               | 2               |               | 4             | 0             |             | -           | -           | 26     | 4      |
| 2021-2022        | Bologna          | A                | 1          | 0          | CI              | -               | -               | -             | -             | -             | -           | -           | -           | 1      | 0      |
| 2022-2023        | Bologna          | A                | 6          | 0          | CI              | 1               | 0               | -             | -             | -             | -           | -           | -           | 7      | 0      |
| ago. 2023        | Bologna          | A                | -          | -          | CI              | 1               | 0               | -             | -             | -             | -           | -           | -           | 1      | 0      |
| 2023-2024        | Ternana          | B                | 31         | 1          | CI              | -               | -               | -             | -             | -             | -           | -           | -           | 31     | 1      |
| 2024-gen. 2025   | Bologna          | A                | -          | -          | CI              | -               | -               | UCL           | -             | -             | -           | -           | -           | 0      | 0      |
| Totale Bologna   | Totale Bologna   | Totale Bologna   | 7          | 0          |                 | 2               | 0               | -             | -             | -             | -           | -           | -           | 9      | 0      |
| gen.-giu. 2025   | Südtirol         | B                | 18         | 4          | CI              | -               | -               | -             | -             | -             | -           | -           | -           | 18     | 4      |
| Totale carriera  | Totale carriera  | Totale carriera  | 90+2       | 8          |                 | 8               | 2               |               | 4             | 0             |             | -           | -           | 104    | 10     |

### Cronologia presenze e reti in nazionale
| Cronologia completa delle presenze e delle reti in nazionale ― Finlandia under 21 | Cronologia completa delle presenze e delle reti in nazionale ― Finlandia under 21 | Cronologia completa delle presenze e delle reti in nazionale ― Finlandia under 21 | Cronologia completa delle presenze e delle reti in nazionale ― Finlandia under 21 | Cronologia completa delle presenze e delle reti in nazionale ― Finlandia under 21 | Cronologia completa delle presenze e delle reti in nazionale ― Finlandia under 21 | Cronologia completa delle presenze e delle reti in nazionale ― Finlandia under 21 | Cronologia completa delle presenze e delle reti in nazionale ― Finlandia under 21 |
| Data                                                                              | Città                                                                             | In casa                                                                           | Risultato                                                                         | Ospiti                                                                            | Competizione                                                                      | Reti                                                                              | Note                                                                              |
| --------------------------------------------------------------------------------- | --------------------------------------------------------------------------------- | --------------------------------------------------------------------------------- | --------------------------------------------------------------------------------- | --------------------------------------------------------------------------------- | --------------------------------------------------------------------------------- | --------------------------------------------------------------------------------- | --------------------------------------------------------------------------------- |
| 3-6-2021                                                                          | Falkenberg                                                                        | Svezia under 21                                                                   | 2 – 0                                                                             | Finlandia under 21                                                                | Amichevole                                                                        | -                                                                                 | 70’                                                                               |
| 8-6-2021                                                                          | Nitra                                                                             | Slovacchia under 21                                                               | 4 – 0                                                                             | Finlandia under 21                                                                | Amichevole                                                                        | -                                                                                 | 62’                                                                               |
| 3-9-2021                                                                          | Parnu                                                                             | Estonia under 21                                                                  | 0 – 3                                                                             | Finlandia under 21                                                                | Qual. Europeo Under-21 2023                                                       | -                                                                                 | 86’                                                                               |
| 7-9-2021                                                                          | Oulu                                                                              | Finlandia under 21                                                                | 0 – 2                                                                             | Croazia under 21                                                                  | Qual. Europeo Under-21 2023                                                       | -                                                                                 | 79’                                                                               |
| 25-3-2023                                                                         | Serik                                                                             | Finlandia under 21                                                                | 1 – 1                                                                             | Macedonia del Nord under 21                                                       | Amichevole                                                                        | -                                                                                 | 59’                                                                               |
| 28-3-2023                                                                         | Serik                                                                             | Bulgaria under 21                                                                 | 0 – 2                                                                             | Finlandia under 21                                                                | Amichevole                                                                        | -                                                                                 | 60’                                                                               |
| 15-6-2023                                                                         | Varsavia                                                                          | Polonia under 21                                                                  | 1 – 1                                                                             | Finlandia under 21                                                                | Amichevole                                                                        | -                                                                                 | 61’                                                                               |
| 20-6-2023                                                                         | Brdo                                                                              | Slovenia under 21                                                                 | 1 – 0                                                                             | Finlandia under 21                                                                | Amichevole                                                                        | -                                                                                 | 61’                                                                               |
| 7-9-2023                                                                          | Turku                                                                             | Finlandia under 21                                                                | 2 – 3                                                                             | Islanda under 21                                                                  | Amichevole                                                                        | -                                                                                 | 46’                                                                               |
| 12-9-2023                                                                         | Turku                                                                             | Finlandia under 21                                                                | 1 – 2                                                                             | Svizzera under 21                                                                 | Qual. Europeo Under-21 2025                                                       | -                                                                                 | 77’                                                                               |
| 13-10-2023                                                                        | Turku                                                                             | Finlandia under 21                                                                | 4 – 1                                                                             | Albania under 21                                                                  | Qual. Europeo Under-21 2025                                                       | -                                                                                 |                                                                                   |
| 17-10-2023                                                                        | Sibiu                                                                             | Romania under 21                                                                  | 1 – 0                                                                             | Finlandia under 21                                                                | Qual. Europeo Under-21 2025                                                       | -                                                                                 | 80’ 60’                                                                           |
| 16-11-2023                                                                        | Borås                                                                             | Svezia under 21                                                                   | 3 – 0                                                                             | Finlandia under 21                                                                | Amichevole                                                                        | -                                                                                 | 61’                                                                               |
| 21-11-2023                                                                        | Turku                                                                             | Finlandia under 21                                                                | 6 – 0                                                                             | Armenia under 21                                                                  | Qual. Europeo Under-21 2025                                                       | -                                                                                 |                                                                                   |
| 22-3-2024                                                                         | Tirana                                                                            | Albania under 21                                                                  | 0 – 0                                                                             | Finlandia under 21                                                                | Qual. Europeo Under-21 2025                                                       | -                                                                                 |                                                                                   |
| 26-3-2024                                                                         | Podgorica                                                                         | Montenegro under 21                                                               | 1 – 2                                                                             | Finlandia under 21                                                                | Qual. Europeo Under-21 2025                                                       | -                                                                                 | 66’                                                                               |
| 22-3-2025                                                                         | Belek                                                                             | Finlandia under 21                                                                | 2 – 4                                                                             | Georgia under 21                                                                  | Amichevole                                                                        | -                                                                                 | 61’                                                                               |
| 25-3-2025                                                                         | Belek                                                                             | Slovenia under 21                                                                 | 0 – 1                                                                             | Finlandia under 21                                                                | Amichevole                                                                        | 1                                                                                 |                                                                                   |
| 12-6-2025                                                                         | Košice                                                                            | Finlandia under 21                                                                | 2 – 2                                                                             | Paesi Bassi under 21                                                              | Europeo Under-21 2025 - 1º turno                                                  | -                                                                                 | 74’                                                                               |
| 15-6-2025                                                                         | Košice                                                                            | Finlandia under 21                                                                | 0 – 2                                                                             | Ucraina under 21                                                                  | Europeo Under-21 2025 - 1º turno                                                  | -                                                                                 | 73’                                                                               |
| 18-6-2025                                                                         | Košice                                                                            | Danimarca under 21                                                                | 2 – 2                                                                             | Finlandia under 21                                                                | Europeo Under-21 2025 - 1º turno                                                  | -                                                                                 | 62’                                                                               |
| Totale                                                                            |                                                                                   | Presenze                                                                          | 21                                                                                |                                                                                   | Reti                                                                              | 1                                                                                 |                                                                                   |